# PenTile
PenTile è un marchio di Samsung, che indica una speciale matrice utilizzata per la produzione di display elettronici comunemente usata per la tecnologia AMOLED.

## Tipi di PenTile
La tecnica PenTile usufruisce di una diversa disposizione dei subpixel e ne esistono diverse versioni.

### PenTile Matrix
"PenTile Matrix" descrive la disposizione geometrica della disposizione subpixel prototipo sviluppato nei primi anni 90. La disposizione è costituita da un quinconce, comprendente due subpixel rosso, due subpixel verde e un subpixel centrale blu in ciascun pixel. Questo schema è stato ispirato dalla biomimetica della retina umana, che ha numeri quasi uguali di coni di tipo L e M, ma coni di tipo S in numero significativamente inferiore. Poiché i coni S sono principalmente responsabili nella percezione del colore blu, che non incide sulla percezione di luminanza, riducendo il numero di sottopixel blu rispetto al rosso e al verde in un display non si riduce la qualità dell'immagine.
PenTile è stato inventato da Candice H. Brown Elliott. La tecnologia è stata concessa in licenza dalla società Clairvoyante dal 2000 fino al 2008, nel corso della quale diversi display PenTile sono stati sviluppati da produttori asiatici di cristalli liquidi (LCD). Nel marzo 2008, Samsung Electronics ha acquisito il patrimonio della Clairvoyante IP PenTile. Samsung ha poi finanziato una nuova società, Nouvoyance Inc. per continuare lo sviluppo della tecnologia PenTile.

### PenTile RGBG
Con questa tecnica ogni pixel è composto da due coppie di subpixel Rosso, Verde, Blu e Verde (dove le due coppie hanno rispettivamente l'ordine del rosso e del blu invertite), questa impostazione è utilizzata sugli schermi AMOLED.
Con questa combinazione si utilizzano due subpixel per ogni pixel, questo vuol dire che per definire un colore in modo corretto serve l'utilizzo di più pixel, il che fa sì che la risoluzione effettiva sia inferiore alla risoluzione in pixel.

### PenTile RGBW
Questa combinazione si differenzia dalla RGBG per l'utilizzo del bianco al posto del secondo verde e per la dimensione omogenea dei subpixel, il che permette una maggiore versatilità del pixel, in quanto la luminosità viene in parte separata dal colore, consentendo anche un'alimentazione ridotta dei subpixel e una durata maggiore nel tempo.